# باز طبقه‌بندی شده
«باز طبقه‌بندی شده» (به انگلیسی: Reclassified) چاپ مجدد نخستین آلبوم استودیویی رپر استرالیایی ایگی آزیلیا تحت کلاسیک جدید (۲۰۱۴) می‌باشد که توسط ویرجین ئی‌ام‌آی به‌طور بین‌المللی در ۲۱ نوامبر سال ۲۰۱۴ رکوردز و توسط دف جم رکوردینگز در ۲۴ نوامبر سال ۲۰۱۴ در ایالات متحده منتشر گردید. باز طبقه‌بندی شده هفت ماه پس از انتشار کلاسیک جدید منتشر شده‌است و دارای پنج ترانه ضبط‌شده جدید می‌باشد.